# Cable (város, Wisconsin)
Cable város az USA Wisconsin államában, Bayfield megyében. Lakosainak száma 853 fő (2020. április 1.).

## Népesség
A település népességének változása:

| 2010 | 825 |
| 2020 | 853 |